# Crostwitz
Crostwitz är en kommun och ort i Landkreis Bautzen i förbundslandet Sachsen i Tyskland. Kommunen  har cirka 1 000 invånare.
Kommunen ingår i förvaltningsområdet Am Klosterwasser tillsammans med kommunerna Nebelschütz, Panschwitz-Kuckau, Räckelwitz och Ralbitz-Rosenthal.